# Schröter (Beruf)

Demonstration des Weinschrotens auf der Landesgartenschau in Bingen

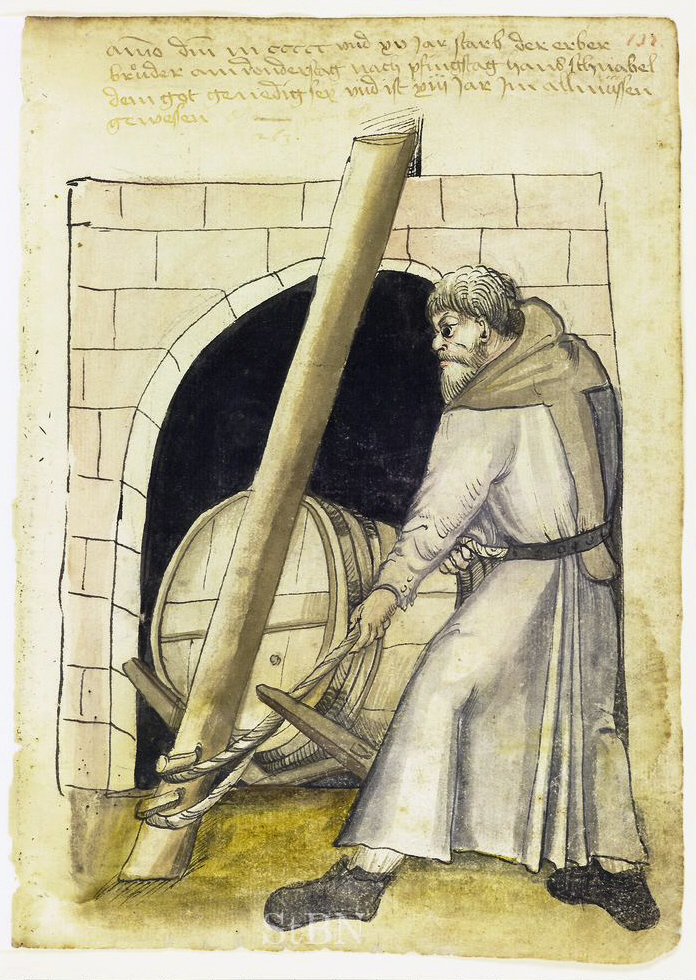
Schröter bei der Arbeit mit Schrotbaum und Schrotleiter in den Nürnberger Hausbüchern 1515

Der Schröter (auch Bierschröter, Weinschröter oder Weinzieher) war ein Transportberuf. Die Aufgabe des Schröters war es, Bier oder Wein im Fass vom Keller zum Schiff oder Wagen und vom Wagen wieder in einen Keller zu „schroten“. Dieses Wort stammt aus dem Mittelhochdeutschen und bedeutet „eine schwere Last mit Hilfe eines Schrotbaums oder einer Schrotleiter fortbewegen“.
Oftmals wurde über lange Strecken transportiert. So waren die Schröter Wochen und Monate mit den schweren Fässern unterwegs – ein Fass mit 1000 Litern wiegt deutlich mehr als eine Tonne. Auf Fuhrwerken oder Schiffen fuhren bzw. treidelten sie mit Fässern beladene Frachtkähne stromauf zu ihrem Bestimmungsort.
Schröter gibt es seit Anfang des 20. Jahrhunderts nicht mehr. Pumpen und Schläuche, mit denen man Wein von einem Fass ins andere pumpt, haben den Schröterberuf überflüssig gemacht.

## Das Schroten
Der Schröter hatte zunächst die vollen Fässer aus dem Keller einer Bierbrauerei oder eines Weinguts zu holen. Dazu legte er eine Schrotleiter über die Kellertreppe, anschließend rieb er diese mit Fett ein und rollte das schwere Fass längs auf die Leiter. Vor dem Kellereingang stand eine Haspel mit zwei dicken Hanfseilen, an deren Enden je eine Klaue befestigt war. Anstatt der Haspel kam auch der Schrotbaum zum Einsatz. Die beiden Klauen wurden an dem Fassboden links und rechts eingehakt. Nun begannen die Schröter oben am Kellereingang, die Haspel in Bewegung zu setzen, und das Fass wurde langsam nach oben gezogen. Von dort rollte man es auf einen Rollwagen. Vom Rollwagen ging es dann weiter zum Schiff. Am Zielort wurden die Fässer wieder auf einen Wagen und von dort in die Keller der Empfänger geschrotet. Auf dem umgekehrten Weg transportierte der Schröter die leeren Fässer wieder zurück.
Die zum Transportieren benutzten Fässer waren aus dickeren Dauben als die Lagerfässer; man nannte sie „Transportfässer“. Diese Transportfässer wurden mit Birkenreifen umwickelt, um die Fassdauben beim Rollen zu schonen.
Die Arbeit des Schröters war gefährlich, denn die steilen und engen Treppen ließen ein Ausweichen nicht zu, wenn ein Fass abrutschte. Auch reißende und dann zurückschnellende Seile oder zurückschlagende Teile von Haspeln bzw. Schrotbäumen konnten zu schweren Verletzungen führen.

## Traditionspflege
In Deutschland gibt es noch drei Vereine, die die Tradition der Schröter pflegen:
- in Winningen an der Mosel die „Jungwinzer- und Schröterzunft“[4]
- in Traben-Trarbach an der Mosel die „Zunft der Stadtschröter“[5] und
- in Oberdiebach am Rhein die „Zunft der Weinschröter von Oberdiebach“.[6]